# Sphaerulina cornicola

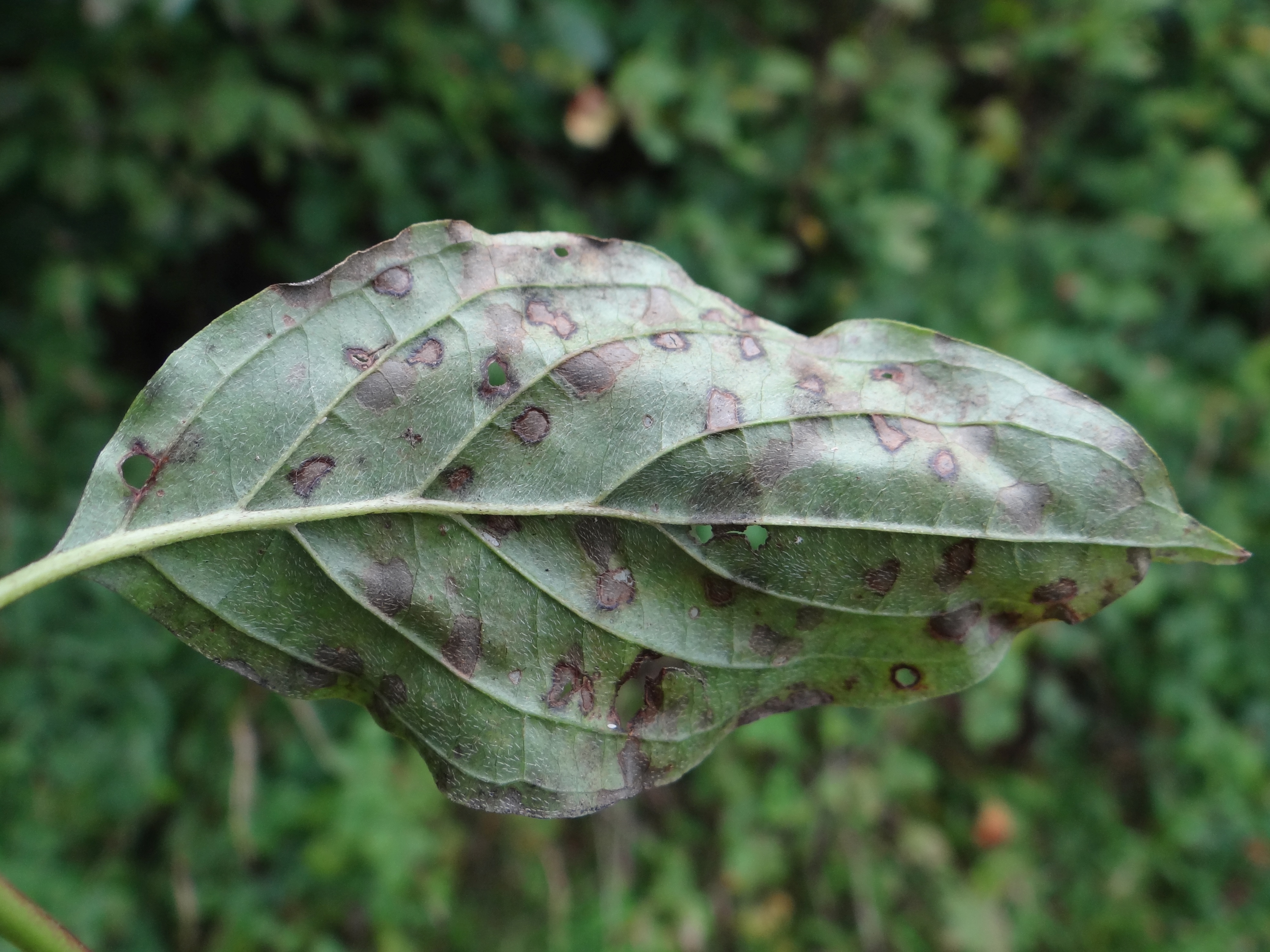
Plamy na dolnej stronie liścia

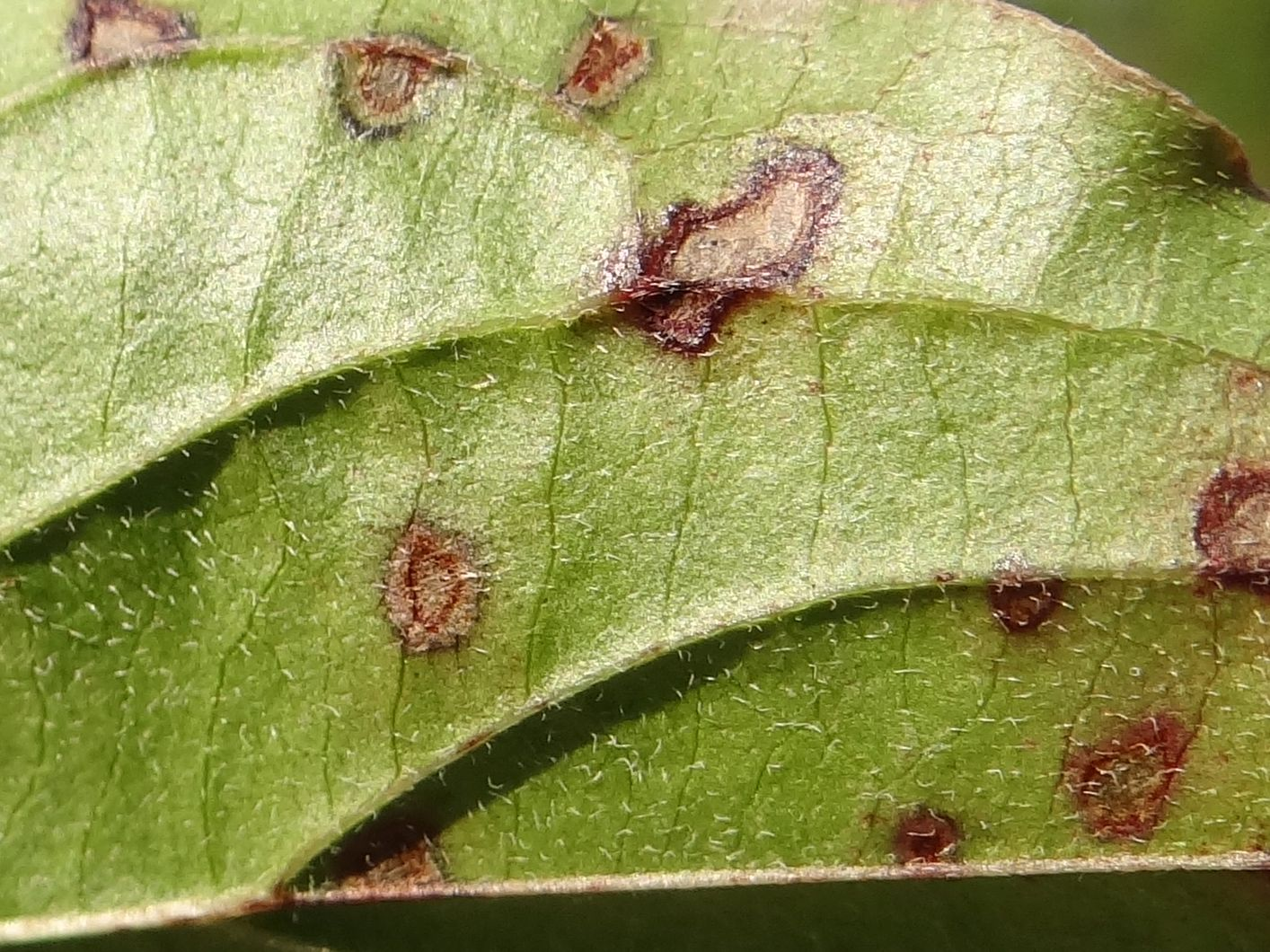

Sphaerulina cornicola (DC.) Verkley, Quaedvl. & Crous – gatunek grzybów z klasy Dothideomycetes. Według Index Fungorum takson niepewny. Pasożyt roślin z rodzaju dereń (Cornus). Grzyb mikroskopijny, endobiont rozwijający się w tkankach roślin.

## Systematyka i nazewnictwo
Pozycja w klasyfikacji według Index Fungorum: Sphaerulina, Mycosphaerellaceae, Capnodiales, Dothideomycetidae, Dothideomycetes, Pezizomycotina, Ascomycota, Fungi.
Po raz pierwszy zdiagnozował go w 1815 r. Augustin Pyramus de Candolle jako odmianę Sphaeria lichenoides, nadając mu nazwę Sphaeria lichenoides var. cornicola. Obecną, uznaną przez Index Fungorum nazwę nadali mu Verkley, Quaedvl. i Crous w 2013 r.
Synonimy:

- Depazea cornicola (DC.) Sacc. 1884
- Hendersonia cornicola (DC.) Sacc. 1884
- Phyllohendersonia cornicola (DC.) Tassi 1902
- Phyllosticta cornicola (DC.) Rabenh. 1857
- Septoria cornicola (DC.) Desm. 1867
- Septoria cornicola var. ampla H.C. Greene 1949
- Septoria cornicola (DC.) Desm. 1867 var. cornicola
- Septoria cornicola var. dahurica Serebrian. 1823
- Sphaeria lichenoides var. cornicola DC. 1815

Teleomorfa jest nieznana.

## Morfologia
Objawy na porażonych roślinach
Na obydwu stronach porażonych liści powstają okrągławe lub eliptyczne plamy o średnicy 1–5 mm. Są zielonkawe, zielonoszare lub brązowozielone, a środek z czasem staje się białoszary. Wokół plam tworzy się cienka, purpurowobrązowa obwódka, a czasami purpurowe, szersze od niej halo. Objawy porażenia nasilają się od połowy czerwca do połowy lipca. Porażeniu ulegają liście na wszystkich gałęziach. Od połowy lipca do połowy sierpnia często następuje żółknięcie porażonych liści i ich przedwczesne opadanie.
Cechy mikroskopowe
W obrębie plam na górnej stronie liści, bardzo rzadko na dolnej, tworzą się pyknidia o średnicy 40–95 μm, ze ścianą o grubości 10–15 μm. Powstają podskórnie, lub mniej lub bardziej zanurzone w warstwie miękiszu palisadowego. Początkowo są żółtawe, potem, bladobrązowe. Na ich wewnętrznej ścianie na konidioforach powstają cylindryczne, proste, rzadko nieco wygięte konidia o wymiarach (20) 30–50 (–65) × 2–3 μm. Posiadają 1–7 przegród, ale najczęściej 3–5. Uwalniają się przez pojedynczą, szczytową ostiolę o średnicy 20–40 μm. 

## Występowanie
Sphaerulina cornicola znana jest w wielu krajach Europy. W Polsce podano liczne stanowiska na kilku gatunkach żywicieli: dereń biały Cornus alba, dereń jadalny Cornus mas, dereń świdwa Cornus sanguinea, dereń rozłogowy Cornus sericea.

## Gatunki podobne
Podobne plamy na liściach derenia tworzy 5 gatunków z rodzaju Septoria i Sphaerulina: Septoria canadensis, Mycosphaerella cornicola, Septoria corni-maris,  Septoria cornina i  Septoria florida. W Polsce potwierdzono występowanie trzech: M. cornicola, S. corni-maris i S. cornina. Index Fungorum potwierdza jako prawidłowy takson tylko M. cornicola, pozostałe to taksony niepewne .